# Abşeron Futbol Klubu
Abşeron Futbol Klubu Baku war ein aserbaidschanischer Fußballverein. 

## Geschichte
Abşeron wurde 2010 gegründet und startete in der Birinci Divizionu. Ein Jahr nach der Gründung gewann der Verein die Birinci Divizionu und stieg in die Premyer Liqası auf. Abşeron gewann die Liga mit den meisten Punkten und Siegen in der Geschichte der Birinci Divizionu und stellte damit einen Rekord auf.
Der Verein bekam aber im Juli 2011 nach dem Ausstieg des Hauptsponsors finanzielle Probleme und wurde aufgelöst. Der Verband verschenkte den Platz von Abşeron in der Unibank Premyer Liqasi über eine Wildcard, an den Birinci-Divizionu-Verein Sumqayıt PFK.

### Stadion
Der Verein trug seine Heimspiele im 15.340 Plätze fassenden Mehdi Hüseyinzadə Stadion aus.

### Trainer
- 2010/11: Mirbaghir Isayev[6]

### Saisons
| Saison  | Liga              | Platz |
| ------- | ----------------- | ----- |
| 2010/11 | Birinci Divizionu | 1     |